# Hemigrammus gracilis
Hemigrammus gracilis är en fiskart som först beskrevs av Lütken, 1875.  Hemigrammus gracilis ingår i släktet Hemigrammus och familjen Characidae. Inga underarter finns listade i Catalogue of Life.